# Ulrich von Brockdorff-Rantzau

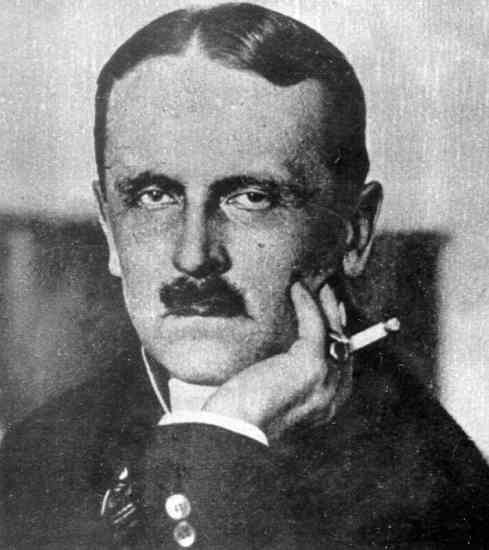

Ulrich Karl Christian von Brockdorff-Rantzau, född 29 maj 1869 och död 8 september 1928, var en tysk greve och diplomat av adelsätten Brockdorff.
Brockdorff-Rantzau inträdde 1894 i den tyska diplomatin och kom efter tjänstgöring i Bryssel, Sankt Petersburg, Wien, Haag och Budapest 1912 som tyskt sändebud till Köpenhamn. 1918 inträdde von Brockdorff-Rantzau som utrikesminister i den tyska revolutionsregeringen, och behåll samma post i ministären Philipp Scheidemann. Han fungerade även som ordförande i den tyska fredsdelegationen i Versailles sommaren 1919. Här kom han att spela en ytterst uppmärksammad roll. Sedan den tyska delegationen 7 maj mottagit segrarnas fredsvillkor, protesterade Brockdorff-Rantzau mot beskyllningen att centralmakterna ensamma var skyldiga till första världskrigets utbrott och krigföringens barbarisering, samt krävde skuldfrågans hänskjutande till en neutral kommission och ett konsekvent tillämpande av Wilsons grundsatser, som enligt hans mening var bindande för såväl segrarna som de besegrade. Å Tysklands vägnar frambar von Brockdorff-Rantzau det tyska motanbudet i fredsfrågan med dess fordringar på en revision av ententens territoriella och ekonomiska villkor. I full konsekvens med den tyska regeringens sociala politik, och kanske i syfte att uppmjuka ententens enhetsfront, försökte von Brockdorff-Rantzau skjuta fram arbetarfrågorna till ett internationellt avgörande. Han hävdade dock främst kravet på en klar "rättsfred". Då ententen inte visade något intresse för några större eftergifter åt Tyskland, och då tyska regeringen inte ville ta risken av ett avbrytande av fredsförhandlingarna, avgick von Brockdorff-Rantzau från sin post 20 juni 1919. I september 1922 utnämndes von Brockdorff-Rantzau till tyskt sändebud i Moskva och deltog därefter i de förhandlingar, som i oktober 1925 ledde till det tysk-ryska handelsfördraget och i april 1926 till det tysk-ryska vänskapsfördraget. 1920 utgav Brockdorff-Rantzau under titeln Dokumente en samling av sina programuttalanden under utrikesministertiden.